# 에밀리 모티머
에밀리 모티머(Emily Mortimer, 1971년 12월 1일 ~ )는 잉글랜드의 배우, 영화 각본가이다. 연극을 통해 연기를 시작했으며, 이후 영화와 TV 드라마에도 출연하고 있다. 2003년에 《러블리 앤 어메이징》에서의 연기로 인디펜던트 스피릿 어워드 상을 수상했다. 《매치 포인트》(2005), 《내겐 너무 사랑스러운 그녀》(2007), 《카오스 이론》(2008), 《해리 브라운》(2009), 《셔터 아일랜드》(2010), 《휴고》(2011), HBO의 《뉴스룸》의 배역으로 잘 알려져있다.

## 출연 작품

### 영화
- 엘리자베스
- 슬리핑 딕셔너리
- 키드
- 매치 포인트
- 내겐 너무 사랑스러운 그녀
- 카오스 이론
- 해리 브라운 - 프램프톤 역
- 셔터 아일랜드 - 레이첼 솔랜도 역
- 레오니 - 레오니 역
- 카 2 - 홀리 쉬프트웰 역 (목소리)
- 휴고 - 리셋 역
- 아워 이디엇 브라더 - 리즈 역
- 넘버 13
- 돌 앤 엠 - 엠 역
- 사랑해, 리우
- 일만명의 성자들 - 다이앤 역
- 레이디그레이 - 올리브 역
- 고스트 워 - 프란 역
- 위그 샵
- 예감은 틀리지 않는다 - 사라 포드 역
- 더 파티 - 지니 역
- 더 북샵 - 플로렌스 그린 역
- 메리 포핀스 리턴즈 - 제인 뱅크스 역
- 굿 파스처 - 줄리아 프라이스 역
- 라이트 웬 유 겟 워크 - 낸 노블 역
- 원 캄포디언 패밀리 플리즈 포 마이 플레져
- 허니 인 더 헤드 - 사라 역
- 매리 - 사라 역
- 유물의 저주 - 사라 역

### 드라마
- 뉴스룸 - 맥켄지 맥해일 역
- 뉴스룸 시즌 2 - 맥켄지 맥해일 역
- 뉴스룸 시즌 3 - 맥켄지 맥해일 역